# Héctor Olivos
Héctor Enrique Olivos Carreño (Puente Alto, Chile, 6 de junio de 1953) es un exfutbolista chileno que jugaba como volante ofensivo.

## Trayectoria

### Como futbolista
Como juvenil, se formó en Deportivo Maipo e Iberia-Puente Alto. Con una extensa carrera en su país natal, en la Primera División defendió las camisetas de Unión La Calera, O'Higgins, Universidad Católica, Huachipato, San Luis y Magallanes.
En la Primera B jugó para Iberia-Puente Alto, Iberia-Los Ángeles, Audax Italiano, Ñublense, Universidad Católica, Cobresal, Deportes Antofagasta, Deportes Laja y Santiago Wanderers. Fue campeón en dos ocasiones de la categoría, con Universidad Católica en 1983 y Cobresal en 1983, además de ascender con Deportes Antofagasta en 1982.
Fue miembro del histórico primer plantel cobresalino para afrontar la temporada 1980.
En el extranjero, jugó para el Real C. D. España hondureño durante la temporada 1979.

### Luego del retiro
Se desempeñó como Agente deportivo de reconocidos jugadores chilenos, como Fabián Estay, José Luis Sierra, Francisco Rojas, Ricardo Rojas y Carlos Reyes. Además representó a jugadores extranjeros como el delantero uruguayo Marcelo Lipatín.
También se desempeñó como manager de la banda musical chilena Shamanes Crew. Mantuvo una estrecha amistad con Mc Browen, miembro de la banda fallecido el 11 de febrero de 2013.

## Clubes
| Club                 | País     | Año       |
| -------------------- | -------- | --------- |
| Iberia-Puente Alto   | Chile    | 1988      |
| Iberia-Los Ángeles   | Chile    | 1969-1970 |
| Audax Italiano       | Chile    | 1970-1971 |
| Ñublense             | Chile    | 1972      |
| Unión La Calera      | Chile    | 1973      |
| O'Higgins            | Chile    | 1974      |
| Universidad Católica | Chile    | 1975-1977 |
| Huachipato           | Chile    | 1978      |
| Real C. D. España    | Honduras | 1979      |
| Cobresal             | Chile    | 1980-1981 |
| Deportes Antofagasta | Chile    | 1982      |
| Cobresal             | Chile    | 1983      |
| San Luis             | Chile    | 1984      |
| Audax Italiano       | Chile    | 1985      |
| Magallanes           | Chile    | 1986      |
| Deportes Laja        | Chile    | 1987      |
| Santiago Wanderers   | Chile    | 1988      |

## Palmarés

### Campeonatos nacionales
| Título    | Equipo               | País  | Año  |
| --------- | -------------------- | ----- | ---- |
| Primera B | Universidad Católica | Chile | 1975 |
| Primera B | Cobresal             | Chile | 1983 |